# ウエスタン (映画)
『ウエスタン』（イタリア語: C'era una volta il West、英語: Once Upon a Time in the West）は、1968年の西部劇映画。のちに『ワンス・アポン・ア・タイム・イン・ザ・ウェスト』としても知られる。セルジオ・レオーネ監督。黄昏の西部開拓時代を舞台に、当時の人間模様を活写した大作群像劇である。

## 概要
『荒野の用心棒』、『夕陽のガンマン』、『続・夕陽のガンマン』のいわゆる「ドル箱三部作」を撮影し終えたレオーネは、もう西部劇というジャンルでやりたいことは全てやりつくしてしまった、として新しく禁酒法時代のユダヤ人ギャングを描いた映画（17年後に『ワンス・アポン・ア・タイム・イン・アメリカ』として結実）を製作しようとしていた。しかし、ハリウッドがレオーネに期待したのはあくまで従来のマカロニ・ウェスタンでしかなかった。当初「ドル箱三部作」の配給会社であったユナイテッド・アーティスツはチャールトン・ヘストン、カーク・ダグラス、ロック・ハドソンたちが出演する映画製作を打診したが、レオーネは気が進まなかったのでその申し出を辞退した。しかしパラマウント映画がヘンリー・フォンダが出演する映画製作のオファーを出した時にはそれを受け入れた。パラマウントが提示した潤沢な製作資金が魅力的であったことの他に、ヘンリー・フォンダがレオーネの敬愛する俳優であったことがレオーネの心を動かしたといわれている。
レオーネは新鋭監督のベルナルド・ベルトルッチと当時まだ映画評論家であったダリオ・アルジェントに映画の原案を委託した。彼らはレオーネの自宅で『真昼の決闘』や『大砂塵』といった西部劇の名作を鑑賞しながら、本作プロットを練ったという。そのためか本作はこれまでの娯楽性を追求したレオーネの「ドル箱三部作」（いずれも典型的なマカロニ・ウェスタンである）と異なり、登場人物の心境の変化や作品のテーマ性によりフォーカスを当てた構成、いわば伝統的な西部劇スタイルへの回帰が見られるとされる。
「アメリカの良心」を体現してきたヘンリー･フォンダが悪役を演じることに抵抗を感じた観客が多かったアメリカでは期待されたほどのヒットにはならなかったもののヨーロッパや日本では大ヒットし、それらの国におけるレオーネの評価を更に高めることになった。2005年にはアメリカの雑誌『TIME』によって映画ベスト100中の1本に選ばれた。
本作を観たジェーン・フォンダは父ヘンリーが極悪非道な殺し屋のボスを演じた事が自分と弟ピーター・フォンダそして自殺した母たちへの謝罪だと感じ涙を流し一人のファンとしてヘンリーにファンレターを出した。因みにクラウディア・カルディナーレはジェーンより１歳年下である。

## ストーリー
物語は物寂しい西部のアリゾナ州にある駅から始まる。駅のホームで何者かを待ち受ける屈強な3人の賊。そこにハーモニカを吹きながら飄々と現れた先住民のガンマンは早撃ちで賊達を斃した。
舞台は変わって荒野の真ん中にあるスィートウォーターと名付けられた一帯に建つ一軒屋、そこでは開拓者のブレット・マクベインが亡き妻の後にニューオーリンズで高級娼婦だったジルを娶り、本妻として家族総出で迎え入れる準備をしていた。しかし突如として現れた冷酷非情で凄腕ガンマンのフランクとその手下達によってマクベイン一家は皆殺しにされてしまう。更にフランクは偽の証拠を現場に残すことで事件を山賊のシャイアン一味の仕業に見せかける。新妻となるはずだったジルは夫を殺した一味への復讐と、女一人で西部で生きていく決意をする。
フランクが一家を殺害したのは、その一家の土地を奪い取ろうとする鉄道王モートンの差し金だった。事件の真相を探ろうとする賞金首のシャイアンと、フランクを付け狙う「ハーモニカ」は美しい未亡人ジルと彼女の財産を守るために協力しあう。
土地を巡る莫大な利権に裏切りと思惑が交差し、ある者は野垂れ死に、ある者は目的半ばで力尽きた。ジルの前に現れた男たちは斗い、死に、仇を討ち、線路が開通し新しく発展するであろうジルの街を見ること無く消え去って行った。

## キャスト
| 役名                 | 俳優                         | 日本語吹替                                                                           | 日本語吹替                                                                       | 日本語吹替                                                                         | 日本語吹替                    |
| 役名                 | 俳優                         | 日本テレビ版                                                                         | テレビ朝日版                                                                     | ソフト版                                                                           | 機内上映版                    |
| -------------------- | ---------------------------- | ------------------------------------------------------------------------------------ | -------------------------------------------------------------------------------- | ---------------------------------------------------------------------------------- | ----------------------------- |
| ジル・マクベイン     | クラウディア・カルディナーレ | 小原乃梨子                                                                           | 小原乃梨子                                                                       | 小原乃梨子                                                                         | 小原乃梨子                    |
| フランク             | ヘンリー・フォンダ           | 木村幌                                                                               | 瑳川哲朗                                                                         | 瑳川哲朗                                                                           | 小山田宗徳                    |
| シャイアン           | ジェイソン・ロバーズ         | 内田稔                                                                               | 小林清志                                                                         | 糸博                                                                               | 納谷六朗                      |
| ハーモニカ           | チャールズ・ブロンソン       | 大塚周夫                                                                             | 大塚周夫                                                                         | 大塚周夫                                                                           | 大塚周夫                      |
| モートン             | ガブリエル・フェルゼッティ   | 梓欣造                                                                               |                                                                                  | 小林清志                                                                           |                               |
| サム                 | パオロ・ストッパ             |                                                                                      |                                                                                  | 藤本譲                                                                             |                               |
| スネイキー           | ジャック・イーラム           |                                                                                      | 阪脩                                                                             | 藤本譲                                                                             |                               |
| ストーニー           | ウディ・ストロード           |                                                                                      |                                                                                  |                                                                                    |                               |
| ナックルズ           | アル・ミューロック           |                                                                                      |                                                                                  |                                                                                    |                               |
| 保安官               | キーナン・ウィン             |                                                                                      |                                                                                  | 堀部隆一                                                                           |                               |
| ブレット・マクベイン | フランク・ウルフ             |                                                                                      |                                                                                  | 石住昭彦                                                                           |                               |
| 酒場の主人           | ライオネル・スタンダー       |                                                                                      |                                                                                  | 塚田正昭                                                                           |                               |
| ウォブルス           | マルコ・ズアネッリ           |                                                                                      |                                                                                  | 牛山茂                                                                             |                               |
| 駅長                 | ジョセフ・ブラッドリー       |                                                                                      |                                                                                  | 北村弘一                                                                           |                               |
| 不明 その他          |                              | 前沢迪雄 村松康雄 たてかべ和也 平林尚三 緒方賢一 加川三起 笹岡繁蔵 広瀬正志 山田栄子 | 伊藤克 福山象三 前沢迪雄 藤本譲 飯塚昭三 千葉順二 笹岡繁蔵 玉川砂記子 大見川高行 | 松井範雄 土方優人 多田野曜平 小尾元政 多緒都 浅井清己 清水敏孝 船木真人 村竹あおい |                               |
| 日本語版スタッフ     |                              |                                                                                      |                                                                                  |                                                                                    |                               |
| 演出                 | 演出                         | 伊達渉                                                                               | 小林守夫                                                                         | 蕨南勝之                                                                           |                               |
| 翻訳                 | 翻訳                         | 佐藤一公                                                                             | 飯嶋永昭                                                                         | 平田勝茂                                                                           |                               |
| 調整                 | 調整                         |                                                                                      | 前田仁信                                                                         | 佐藤隆一                                                                           |                               |
| 録音                 | 録音                         |                                                                                      |                                                                                  | 白井康之 高木公平                                                                  |                               |
| 制作                 | 制作                         | 東北新社                                                                             | 東北新社                                                                         | ビデオテック                                                                       |                               |
| 解説                 | 解説                         |                                                                                      | 淀川長治                                                                         |                                                                                    |                               |
| 初回放送             | 初回放送                     | 1979年9月29日 『土曜映画劇場』 14:30-15:55 正味約73分                                | 1982年2月21日 『日曜洋画劇場』                                                   | 2003年11月21日 販売のDVD収録                                                       | 1970年代の ジャンボ機にて上映 |

## スタッフ
- 監督: セルジオ・レオーネ
- 脚本: セルジオ・レオーネ、セルジオ・ドナティ
- 英語版台詞: ミッキー・ノックス
- 原案: ダリオ・アルジェント、ベルナルド・ベルトルッチ、セルジオ・レオーネ
- 製作: フルビオ・モルセッラ
- 製作総指揮: ビーノ・チコーニャ
- 音楽: エンニオ・モリコーネ
- 撮影: トニーノ・デリ・コリ
- 編集: ニーノ・バラーリ
- 制作会社: セルジオ・レオーネ・フィルム、ラフラン＝サンマルコ・プロダクション
- 配給: パラマウント映画

## テーマ
『ウエスタン』はレオーネの後期作品群である「ワンス・アポン・ア・タイム三部作」の第一作目に相当する作品である。三部作の間に話の繋がりは存在しないものの、いずれもレオーネなりに解釈した西部開拓時代から近代社会までのアメリカという共通のテーマを扱っている。レオーネは当初本作品を自身が監督する最後の西部劇映画だと認識していた。『ウエスタン』にはレオーネの西部劇への決別の意志と共に、当時全盛期を終え徐々に衰退しつつあったハリウッド製西部劇への愛惜の念が込められているとされる。作中には実際に過去の西部劇の名作からの引用が多く為されている。
それまでの賞金稼ぎや無法者たちが闊歩する「ドル箱三部作」の世界観と異なり、『ウエスタン』の舞台はフロンティアが消滅しつつあった西部開拓時代末期である。映画に登場するハーモニカ、フランク、シャイアンの三人のガンマンたちは単純な西部劇の英雄や悪漢ではなく、時代の流れに抗しきれず居場所を奪われた男たちとして描写されている。本作品では鉄道が彼らに西部開拓時代の終わりを告げる象徴的存在として登場している。
また、『ウエスタン』はそれまで映画中に女性をあまり登場させなかったレオーネが、初めて本格的に女性に焦点を当てた作品でもある。クラウディア・カルディナーレ演じる気丈な未亡人ジルは、それまでの西部劇に多く見られたような悪党に苦しめられ助けを待つか弱い女性ではなく、はっきりと独立した意思を持った物語の中心人物として描かれている。

## その他
- 撮影を終えてから場面ごとに楽曲を追加するという通常の映画撮影の手法と異なり、本作品では撮影前にエンニオ・モリコーネが作曲した楽曲でイメージを膨らませたレオーネが、そのイメージの通りに映画を撮影するという製作方法が採られた[8]。
- ハーモニカを演じたチャールズ・ブロンソンは、かつてレオーネの「ドル箱三部作」の出演を打診されたが断っている。
- 映画で悪役を演じることに難色を示したヘンリー・フォンダを、レオーネ本人が説得したという。撮影初日、フォンダは役作りのために彼のトレードマークであった青い眼に茶色のカラーコンタクトを入れ、更に口鬚を生やしてスタジオに現れた。レオーネはフォンダの変貌に驚愕、すぐにコンタクトレンズを外すように要請した[9]。
- 駅のホームでハーモニカを待ち受けるフランク配下の三人のギャングたちを、『続・夕陽のガンマン』の三人の主役（クリント・イーストウッド、リー・ヴァン・クリーフ、イーライ・ウォラック）たちが演じるという計画（カメオ出演）が有ったという[3]が、イーストウッドが多忙であったため実現しなかった。
- まだ無名だった頃のジョン・ランディスがスタントマンとして映画に登場している。
- 冒頭でストーニーが使っているウィンチェスターライフルは、ジョン・ウェインがハワード・ホークスの監督映画『リオ・ブラボー』で使用したものである。
- 序盤の駅のシーンで風車の油が切れており、回るたびに鳴っていた音を監督のレオーネはとても気に入っていた。スタッフが「油を差しましょうか?」と聞くとレオーネは「差したら撃ち殺すぞ！」と怒鳴りつけたという[要出典]。